# Canara Bank
O Canara Bank é um dos maiores bancos do setor público de propriedade do governo da Índia . Está sediada em Bengaluru . Foi estabelecido em Mangalore em 1906 por Ammembal Subba Rao Pai . É um dos mais antigos bancos do setor público do país. O governo nacionalizou o banco em 1969. O slogan do Canara Bank é "Together we Can" (Juntos, podemos em tradução livre). 10400 agências e mais de 10000 caixas eletrônicos espalhados por 4467 centros. O banco também possui escritórios no exterior em Londres, Hong Kong, Moscou, Xangai, Dubai, Tanzânia e Nova York . De acordo com o anúncio feito pelo ministro das Finanças, Nirmala Sitharaman, em 30 de agosto de 2019, o Syndicate Bank, com sede em Manipal, se fundiu a partir de 01 de abril de 2020, tornando-o o terceiro maior banco do país.

## História
Ammembal Subba Rao Pai, um filantropo, estabeleceu o Fundo Permanente Hindu de Canara em Mangalore, Índia, em 1º de julho de 1906 . Em 1910, o banco mudou seu nome para Canara Bank Limited, quando foi incorporado.
A primeira aquisição do Canara Bank ocorreu em 1961, quando adquiriu o Bank of Kerala. A empresa foi fundada em setembro de 1944 e, no momento da sua aquisição, em 20 de maio de 1961, possuía três filiais. O segundo banco que o Canara Bank adquiriu foi o Seasia Midland Bank ( Alleppey ), estabelecido em 26 de julho de 1930. O Seasia  possuía sete agências no momento de sua aquisição.
Em 1958, o Banco da Reserva da Índia ordenou que o Canara Bank adquirisse o G. Raghumathmul Bank, em Hyderabad. Este banco foi estabelecido em 1870 e converteu-se em uma sociedade limitada em 1925. No momento da aquisição, o G. Raghumathmul Bank possuía cinco agências. A fusão entrou em vigor em 1961, onde mais tarde, o Canara Bank adquiriu o Trivandrum Permanent Bank. Este foi fundado em 7 de fevereiro de 1899 e tinha 14 filiais no momento da fusão.
Em 1963, o Canara Bank adquiriu quatro bancos: o Banco Sree Poornathrayeesa Vilasam, Thrippunithura, Arnad Bank, Tiruchirapalli, Cochin Commercial Bank, Cochin e Pandyan Bank, Madurai . O Sree Poornathrayeesa Vilasam Bank foi fundado em 21 de fevereiro de 1923 e, no momento da sua aquisição, possuía 14 filiais. O Arnad Bank foi estabelecido em 23 de dezembro de 1942 e, no momento da sua aquisição, possuía apenas uma agência. O Cochin Commercial Bank foi estabelecido em 3 de janeiro de 1936 e, no momento de sua aquisição, possuía 13 agências.
O governo da Índia nacionalizou o Canara Bank, juntamente com outros 13 grandes bancos comerciais da Índia, em 19 de julho de 1969. Em 1976, o Banco Canara inaugurou sua 1000ª agência. Em 1985, o Canara Bank adquiriu o Lakshmi Commercial Bank em um resgate. Isso trouxe ao Canara Bank cerca de 230 agências no norte da Índia.
Em 1996, o Canara Bank se tornou o primeiro banco indiano a obter a certificação ISO para "Total Branch Banking" (Agência Bancária em tradução livre) para sua filial em Seshadripuram, em Bangalore . O Banco Canara agora parou de optar pela certificação ISO das agências.
Em 30 de agosto de 2019, o ministro das Finanças, Nirmala Sitharaman, anunciou que o Canara Bank seria fundido com o Syndicate Bank . A fusão proposta criaria o quarto maior banco do setor público do país, com ativos equivalentes a US$210 bilhões e 10.324 agências. O Conselho de Administração do Canara Bank aprovou a fusão em 13 de setembro. O Gabinete da União aprovou a fusão em 4 de março de 2020. A fusão foi concluída em 1 de abril de 2020, com os acionistas do Syndicate Bank recebendo 158 ações no primeiro por cada 1.000 ações que possuem.

## Subsidiárias, filiais e escritórios no exterior
O Banco Canara estabeleceu sua divisão internacional em 1976. Em 1983, abriu seu primeiro escritório no exterior: uma filial em Londres. Dois anos depois, o Canara Bank estabeleceu uma subsidiária em Hong Kong, a Indo Hong Kong International Finance. Em 2008–9, o Canara Bank abriu sua terceira operação no exterior, uma filial em Xangai. Posteriormente, o Canara Bank estabeleceu uma filial em Leicester e Bahrain e converteu sua subsidiária em Hong Kong em uma filial. Também possui um escritório de representação em Sharjah.
O Canara Bank fornece o gerente geral e os gerentes das agências da Al Razouki Intl Exchange Co (LLC), que vários líderes empresariais e índios não residentes (NRIs) estabeleceram em 1981 nos Emirados Árabes Unidos para facilitar as remessas para a Índia por turistas e NRIs.
Desde 1983, o Canara Bank é responsável pela administração da Eastern Exchange Co. WLL, Doha, Catar, que Abdul Rahman MM Al Muftah estabeleceu em 1979.
O Canara Bank abriu sua sétima agência no exterior em Nova York, Estados Unidos, em 10 de junho de 2014.

## Empresas subsidiárias
- Canfin Homes Limited (CFHL), com uma rede de 110 filiais e 28 escritórios por satélite em toda a Índia
- Canbank Factors Limited
- Canbank Venture Capital Fund Limited
- Serviços de computador de Canbank limitados
- Canara Bank Securities Limited
- Empresa de gestão de ativos Canara Robeco limitada
- Serviços financeiros de Canbank limitados
- Companhia de Seguros de Vida Oriental Canara HSBC Limited.

## Bancos rurais regionais

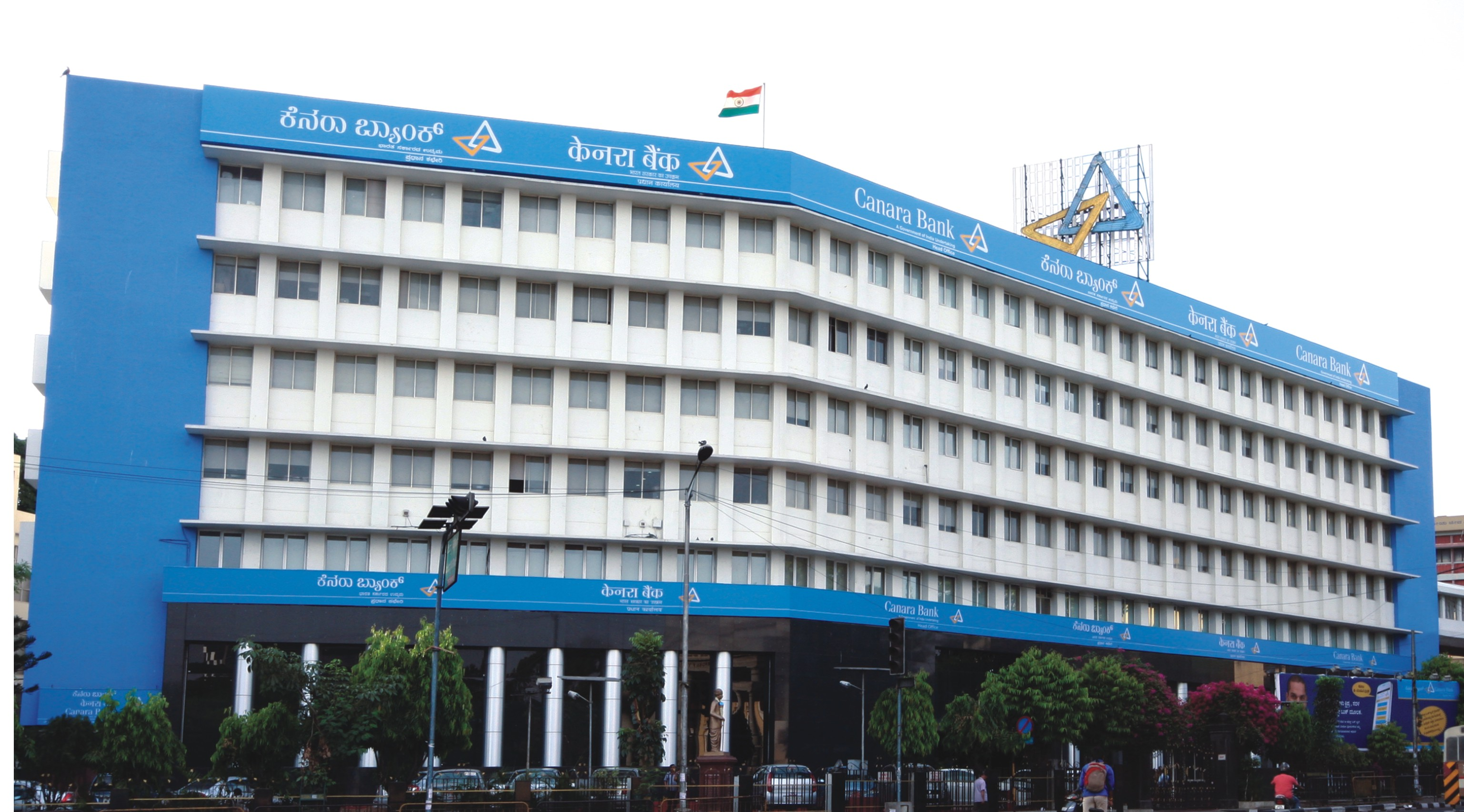
Sede do Banco Canara (Sede) em Bengaluru, Karnataka

O Canara Bank patrocina três bancos rurais regionais (RRB):
- Kerala Gramin Bank - É o maior RRB da Índia. Sua sede fica em Malappuram e opera em todos os distritos de Kerala . Foi criado em 1976 como um Banco Comercial Programado.[12]
- O Karnataka Gramin Bank [13] tem sua sede em Bellary, Karnataka, e possui 645 filiais espalhadas por onze distritos.

- Karnataka Vikash gramin bank

## Projetos de desenvolvimento
O Banco Canara fez parceria com o PNUMA para iniciar um programa de empréstimo solar . Esse esforço de quatro anos e 7,6 milhões de dólares, lançado em abril de 2003, para ajudar a acelerar o mercado de financiamento de sistemas residenciais solares no sul da Índia.

## Empoderamento
O Canara Bank oferece o aplicativo UPI (Unified Payment Interface) chamado "empower". Este aplicativo permite que o Canara Bank e outros clientes do banco realizem transações de pagamento e cobrança usando um único aplicativo móvel. Em 19 de novembro de 2017, lançou o aplicativo Canarites (Candi), uma biblioteca digital, um aplicativo móvel de recuperação de campo, um sistema de rastreamento de empréstimo a varejo (veículo) e um sistema de rastreamento de orientação regulamentar

## Controvérsias
Em 6 de junho de 2018, a divisão do Reino Unido do Canara Bank foi multada em £ 890.000 (US $ 1,2 milhão) pela Autoridade de Conduta Financeira do Reino Unido e foi impedida de aceitar novos depósitos por cerca de cinco meses por falhas sistemáticas contra lavagem de dinheiro (AML).